# Соарес, Франсиско
Франси́ску дас Ша́гас Суа́рис дус Са́нтус (порт. Francisco das Chagas Soares dos Santos; 17 января 1991, Соза, Параиба), Франсиско Соарес, также известный как Тикиньо Соарес (порт. Tiquinho Soares) или просто Соарес — бразильский футболист, нападающий клуба «Ботафого».

## Биография
Вырос в Натале, штат Риу-Гранди-ду-Норти. На молодёжном клубе выступал за клубы «Коринтианс Б» (2007—2008) и «Америка» Натал (2009). С «Америкой» в 2009 году подписал профессиональный контракт, провёл за клуб два матча в 2010 году, затем перешёл в «Ботафого» Жуан-Песоа, за который не играл. В 2011 году играл в составе ФК «Соза», в 2012 перешёл в клуб «Сентро Спортиво Параибано», из которого в 2012—2014 годах отдавался в аренду в клубы «Визан Селесте», «Кайко», «Керамика», «Трези», «Веранополис», «Пелотас», «Лусена». 27 января 2015 также на правах аренды перешёл в португальский клуб «Насьонал» Фуншал, за который в 42 играл забил 12 мячей. 25 мая 2016 подписал контракт с «Виторией» Гимарайнш — 7 мячей в 16 играх. 23 января 2017 подписал 4,5-летний контракт с «Порту» и в первых шести матчах чемпионата в составе нового клуба забил 9 мячей.